# Русский Союз
Русский Союз — російська політична організація в Україні, яка постала в Києві у травні 1918 року і об'єднувала різні російські партії й групи, включаючи кадетів, народних соціалістів, есерів і меншовиків.
Офіційною метою Русского Союзу була оборона російського шкільництва і культури та сприяння їх розвиткові, але насправді він домагався повернення панівного становища російської мови й культури в Україні, а в дальшому повалення української державности й відбудови Росії в її дореволюційних кордонах.